# Анабазин
Анабази́н C10H14N2 — алкалоид пиридинового ряда, содержащийся в ежовнике безлистном (Anabasis aphylla L.), а также в табаке. По фармакологическим свойствам близок к никотину, цитизину и лобелину. Гидрохлорид анабазина — лекарственное средство, снижает влечение к курению. Сульфат анабазина применяется как инсектицид для опрыскивания плодовых и овощных культур. Анабазин — сырье для получения никотиновой кислоты.
Анабазин присутствует в следовых количествах в табачном дыме и может быть использован как индикатор того, что человек был подвержен воздействию табачного дыма.

## Лекарственное средство

### Характеристика
Бесцветная маслянистая жидкость. Легко растворим в воде, этаноле, метаноле, ледяной уксусной кислоте, практически нерастворим в эфире и ацетоне.

### Фармакология
Анабазин — агонист никотиновых ацетилхолиновых рецепторов, снижает влечение к курению. В больших дозах оказывает аналептическое действие, в том числе возбуждает дыхательный центр продолговатого мозга. В высоких дозах он вызывает деполяризующий блок, что вызывает симптомы, сходные с никотиновым отравлением, и, в тяжелых случаях, смерть от асистолии. Считается, что в больших количествах он обладает тератогенным действием на свиней.
Внтутривенная LD50 анабазина составляет от 11 мг/кг до 16 мг/кг для мышей, взависимости от энантиомера.
По фармакологическим свойствам близок к никотину, цитизину и лобелину.

### Показания
Никотиновая зависимость. Отвыкание от курения.

### Противопоказания
Гиперчувствительность, кровотечение, артериальная гипертензия, атеросклероз.

### Режим дозирования

#### Таблетки
Таблетки содержат 0,003 г анабазина гидрохлорида. Применяют таблетки с анабазина гидрохлоридом внутрь или под язык ежедневно, начиная с одной таблетки, 8 раз в день (через каждые 2 ч) в течение 5 дней. При положительном результате продолжают применение таблеток с 6-го по 12-й день по 1 таблетке через каждые 2,5 ч (6 таблеток в день), с 13-го по 16-й день — по 1 таблетке через каждые 3 ч, с 17-го по 20-й день — по 1 таблетке через каждые 5 ч, с 20-го по 25-й день — по 1—2 таблетки в день. С первого дня приёма таблеток необходимо прекратить курение или резко уменьшить его частоту и полностью отказаться от курения не позднее 8—10-го дня от начала лечения.
Если влечение к курению в течение 8—10 дней не уменьшается, приём таблеток прекращают и предпринимают новую попытку лечения через 2 — 3 мес.

#### Плёнки
Плёнки с анабазина гидрохлоридом (Membranulae cum Anabasino hydrochloridi). Полимерные пластинки овальной формы белого (или с желтоватым оттенкам) цвета, размерами 9 Х 4,5 Х 0,5 мм, содержащие по 0,0015 г (1,5 мг) анабазина гидрохлорида. Они также предназначены для отвыкания от курения.
Плёнку наклеивают на десну загубной части или слизистую оболочку защёчной области ежедневно в первые 3—5 дней по 4—8 раз.
При положительном эффекте лечение продолжают по следующей схеме: с 5-го по 8-й день — по 1 плёнке 3 раза в день, с 9-го по 12-й день по 1 плёнке 2 раза в день, с 13-го по 15-й день — по 1 плёнке 1 раз в день. С первого дня лечения желательно прекратить курить или резко уменьшить частоту курения.

#### Жевательная резинка
Жевательная резинка (на основе специальной жевательной массы), содержащая 0,003 г анабазина гидрохлорида.
Резинка прямоугольной или квадратной формы (22x22x8 мм, или 32x22x5 мм, или 70x19x1 мм) светло-серого или светло-жёлтого цвета с запахом пищевых ароматических веществ(с добавлением сахара, патоки, лимонной кислоты, ароматизатора и др.).
Является одной из лекарственных форм анабазина для отвыкания от курения. Применяют путём длительного жевания ежедневно вначале по 1 резинке (0,003 г) 4 раза в день в течение 4—5 дней. При положительном эффекте лечение продолжают по следующей схеме: с 5—6-го по 8-й день — по 1 резинке 3 раза в день;. с 9-го по 12-й день — по 1 резинке 2 раза в день; в дальнейшем до 20-го дня — по 1 резинке 1—2 раза в день. В последующем возможно проведение повторных курсов.
Форма выпуска: поштучно в парафинированной обёртке или в фольге по 10 штук (блок).

### Побочные эффекты
В первые дни приёма таблеток возможны тошнота, головная боль повышение артериального давления. Обычно эти явления проходят при уменьшении дозы. При необходимости прекращают приём препарата. Имеются указания, что применение анабазина (в виде таблеток внутрь или сублингвально) может вызывать токсидермию.